# Požarevac
Požarevac (cyr. Пожаревац, węg. Pozsarevác, niem. Passarowitz) – miasto w północno-wschodniej Serbii, stolica okręgu braniczewskiego, siedziba miasta Požarevac i gminy miejskiej Požarevac. Jest położone pomiędzy trzema rzekami: Dunajem, Wielką Morawą i Mlavą. W 2011 roku liczyło 44 183 mieszkańców.

## Historia
W czasach Imperium rzymskiego jako Margus było stolicą rzymskiej prowincji rzymskiej Mezja, obejmującej m.in. grody Viminacium (obecnie Kostolac), Singidunum i Taurunum (obecnie Belgrad).
Nazwę Margus nosiła także przepływająca przez miasto rzeka Wielka Morawa.
W 285 roku w rejonie Margus miała miejsce seria potyczek między wojskami cesarza rzymskiego Karynusa i przyszłego cesarza Dioklecjana.
W 435 roku w mieście zawarto traktat między Hunami pod wodzą Bledy i Attyli a Cesarstwem Bizantyńskim. W 440 roku postanowienia traktatu zostały naruszone przez biskupa miasta Margus, który wdarł się na terytorium Hunów, plądrując znajdujące się na nim groby królewskie.
W 441 roku Hunowie pod wodzą Attyli podjęli akcję odwetową: przekroczyli Dunaj i dokonali najazdu na Cesarstwo Bizantyńskie, niszcząc wiele okolicznych miejscowości. Zagrożony wydaniem w ręce Hunów biskup sam udał się do nich w sprawie losów miasta, po czym zgodził się na jego wydanie. Po splądrowaniu i zniszczeniu Margus, Hunowie spustoszyli ziemie Półwyspu Bałkańskiego, zdobywając m.in. Filipolis (Płowdiw), Naissus (Nisz) czy Singidunum (współczesny Belgrad).
W VI wieku n.e. miasto znalazło się pod rządami królestwa Gepidów, a następnie kaganatu Awarów. W VI i VII wieku na terenie ekspansji Sklawinów, a potem Serbów, w obszarze wpływów Cesarstwa Bizantyńskiego, a w IX i X wieku pod wpływami bułgarskimi. W późniejszych okresach w granicach m.in. Węgier, Serbii, monarchii Habsburgów i Turcji.
21 lipca 1718 zawarto tu traktat pokojowy między Austrią i Imperium Osmańskim, kończący VI wojnę austriacko-turecką.
W 1770 roku powstała tu pierwsza szkoła.

## Gospodarka
Znajduje się tu przemysł włókienniczy, metalowy i spożywczy.

## Zabytki
- Sztab naczelnika, pochodzi z 1903 roku
- Plac Królewski
- Stadnina Ljubicevo z dynastii Obrenoviciów